# Saint-Privat (Hérault)
Saint-Privat é uma comuna francesa na região administrativa de Occitânia, no departamento de Hérault. Estende-se por uma área de 26,9 km². Em 2010 a comuna tinha 415 habitantes (densidade: 15,4 hab./km²).